# گل و مار: طناب جادویی
این فیلم اقتباسی از رمان گل و مار نوشته اونیروکو دان است.
گل و مار: طناب جادویی (به انگلیسی:Flower and Snake: Magic Rope) فیلمی در ژانر درام، تریلر و اروتیک به کارگردانی ماسایوکی سوئو، که اقتباسی است از رُمان گل و مار (به ژاپنی: 花と蛇) نوشته اونیروکو دان و براساس فیلم‌نامه‌ای از شوجی کاتاوکا، محصول سال ۱۹۸۷ کشور ژاپن است. این فیلم در تاریخ ۵ دسامبر ۱۹۸۷ توسط شرکت نیک‎کاتسو منتشر گردید.
این فیلم ۷۴ دقیقه‌ای که به‌نام اصلی «هانا تو هِبی: بستن در نهایت نظم» نیز شناخته می‌شود؛ پنجمین دنباله، از مجموعه گُل و مار است؛ که شرکت نیک‎کاتسو اقدام به تولید آن کرده‌است.
از بازیگرانی که در این فیلم به ایفای نقش پرداخته‌اند، می‌توان از مای هایامی در نقش «کومیکو»، شیهوری ناگاساکا در نقش «شیزوکو تویاما»، یوچی میناتو در نقش «کوزو تاچیبانا (رئیس یاکوزاها)» و کنجی کوداما در نقش «یوشیتاکا تویاما» و کائورو میزوکی در نقش «میچیکو ساکی» نام برد.
مجموعه فیلم‌های گُل و مار به کارگردانی شوگورو نیشیمورا، ماسارو کونوما و ماسایوکی سوئو باعث شروع سریال‌هایی به سبک پورنو رومی گردید؛ که شرکت نیک‎کاتسو را از سقوط مالی دهه ۱۹۷۰ نجات داد.
ساخت مجموعه فیلم‌های سینمایی و پرطرفدار گل و مار، که در ردهٔ فیلم‌های صورتی دسته‌بندی می‌شوند؛ از سال ۱۹۶۵ تا ۲۰۱۴ ادامه پیدا کرده‌است. طرفداران رُمان اونیروکو دان در ژاپن، به صورت یک فرقه مطرح هستند.

## داستان فیلم
«نوزاوا» صاحب یک دفتر املاک کوچک است؛ که برای «تویاما» کار می‌کند و از طرفی عاشق کومیکو دختر رئیس‌اش شده‌است. نوزاوا که چکی بی‌محل دردست یک گروه یاکوزایی به مبلغ ده میلیون ین دارد؛ با درمیان گذاشتن مشکل خود با کومیکو، از او کمک می‌خواهد. کومیکو موضوع چک را با پدرش تویاما و نامادری‌اش درمیان می‌گذارد؛ اما تویاما که نورزاوا را آدمی سوءاستفاده‌گر می‌داند؛ با بی‌اهمیت خواندن مشکل نوزاوا، به کومیکو توصیه می‌کند، که از او فاصله بگیرد. شیزوکو نامادری کومیکو نیز خود را در امور مالی همسرش دخالت نمی‌دهد.
«نوماتا» که یکی از اعضای گروه یاکوزا است؛ برای نوزاوا و کومیکو در رستوران مزاحمت ایجاد می‌کند. تویاما پس از رابطه‌جنسی و گرفتن قول وفاداری از شیزوکو، برای یک مسافرت کاری به نیویورک می‌رود. کومیکو نیز با ناراحتی و قهر خانه را ترک می‌کند.
خانم «میچیکو ساکی» کارپرداز تویاما، خبر از به دردسر افتادن کومیکو، برای بدهی ۱۰ میلیون ینی نوزاوا و ربوده‌شدن‌اش توسط گروه یاکوزا را به شیزوکو می‌دهد. شیزوکو قسمتی از پول را فراهم می‌کند؛ و به دیدن نوماتا می‌رود؛ و از او می‌خواهد که از شکنجه کومیکو دست برداشته، او را آزاد کند. نوماتا شرط رهایی کومیکو را در جایگزینی شیزوکو به جای او می‌گذارد؛ و از او می‌خواهد که برهنه شود. نوماتا سر قولش نمی‌ماند و هر دوی آن‌ها را اسیر کرده، در قفسی در منزل رئیس‌اش «کوزو تاچیابانا» زندانی و به بند می‌کشد.
درقفس، کومیکو و شیزوکو متوجه می‌شوند، که نوزاوا با یاکوزاها معامله کرده‌است؛ و تاچیبانا فاش می‌کند، که تویاما، شغل و معشوقه‌اش که مادر اصلی کومیکو است، را از او گرفته‌است؛ و او تصمیم گرفته که تویاما را به زانو درآورد. کومیکو و شیزوکو مورد آزارجنسی، تجاوز و شکنجه قرار می‌گیرند؛ و تهدید به فروش به خارجی‌ها می‌شوند.
نوزاوا که هنوز کومیکو را دوست دارد، شبانه برای سکس به او نزدیک می‌شود؛ اما با مخالفت کومیکو روبه‌رو می‌شود؛ شیزوکو که فرصت را مناسب دیده، به او قول رابطه با کومیکو، در جریان نگذاشتن پلیس و حتی با خبر نشدن تویاما را، در صورت فراری دادن آنها به او می‌دهد. آن‌ها موفق به فرار می‌شوند؛ و با اسکان در هتل جوریو در اوکایاما، با ساکی (کارپرداز شرکت) برای فرار به خارج از کشور، تماس می‌گیرند؛ اما ساکی که جاسوس تاچیبانا در شرکت است؛ با لو دادن‌شان، باعث اسیرشدن مجدد آن‌ها می‌شود.
در قفس، ساکی پیشنهاد وارد کردن ریسمان توپ‌های زنگوله‌ای را به داخل واژن کومیکو و شیزوکو، برای شنیدن صدای شکنجه را می‌دهد؛ وآنها را شلاق زده و با دیدلدو به آن‌ها تجاوز می‌کند. ساکی که معشوقه تاچیبانا است؛ در هنگام خودارضایی در مقابل او، افشاء می‌کند که جعل چک نوزاوا و دادن آن به نوماتا کار او بوده‌است.
فردای آن روز و در قفس، ساکی به شیزوکو می‌گوید، که عاشق تویاما بوده و آن‌ها قصد ازدواج داشته‌اند؛ و در این میان، شیزوکو با عشوه‌گری و مهارت، تویاما را از دست او خارج نموده‌است. ساکی مجدداً با دیلدو آغشته به ماده خارش‌زا به آن‌ها تجاوز می‌کند؛ و با یک ابزار اله‌کلنگی مقادیری تریاک آب‌شده را برای خارش بیشتر وارد واژن آن‌ها می‌کند. که این باعث نمایش شبانه‌روزی و طولانی لز بین کومیکو و شیزوکو می‌شود. اما با فرار موفق نوزاوا، این‌بار اواست که موفق به کشتن نوماتا و ساکی می‌شود. اما خودش هم در این میان از بین می‌رود. شیزوکو و کومیکو نیز با ماشین فرار می‌کنند.
تویاما و شریک آمریکایی‌اش از مسافرت برمی‌گردند و کومیکو درحالی به نواختن پیانو به تصویر کشیده می‌شود؛ که مشخص است، شیزوکو تمام ماجرا را از تویاما مخفی کرده‌است. تویاما برای شریک‌اش در ماشین ون، یک مراسم سادومازوخیسمی با دو برده‌جنسی نقابدار برگزار می‌کند؛ و بعد از تجاوز و سکس با آن‌ها و کنار رفتن نقاب‌ها چهره شیزوکو و کومیکو در حالی نمایان می‌شود، که آن‌ها این‌بار از این‌کار لذت برده‌اند. شیزوکو و کومیکو، بدین‌صورت انتقام خود را از تویاما که متوجه خیانت‌ها و روابط گذشته او شده‌بودند، می‌گیرند.